# Canthidium metallicum
Canthidium metallicum е вид бръмбар от семейство Листороги бръмбари (Scarabaeidae).

## Разпространение
Видът е разпространен в Бразилия (Пара).